# Малетин, Галактион Дмитриевич
Галактион Дмитриевич Малетин (1883—1919) — революционер, большевик, борец за власть Советов на Алтае. Первый комиссар просвещения Бийска и Бийского уезда (1918).

## Биография
Родился в с. Суховском Бийского уезда. Окончил церковно-приходскую школу, четырёхклассное городское училище, работал в типографии мастером-наборщиком. После февраля 1917 г. примкнул к большевикам. Организатор и председатель профсоюза печатников (март 1917 г.), член общегородского совета профсоюзов (сентябрь 1917). С февраля 1918 г. — член совдепа и комиссар просвещения.
После падения советской власти в Бийске больше года скрывался от ареста, прячась в башенке Народного дома. Именно здесь 5 ноября 1919 он был арестован колчаковцами. В начале мая 1920 г. на берегу Бии обнаружен его труп со следами пыток. Похоронен на городском кладбище.

## Память
Именем Малетина Г. Д. назван переулок (ранее — ул. Орловская) в заречной части города Бийска.